# Paracles bicolor
Paracles bicolor là một loài bướm đêm thuộc phân họ Arctiinae, họ Erebidae.